# Panchthar (district)

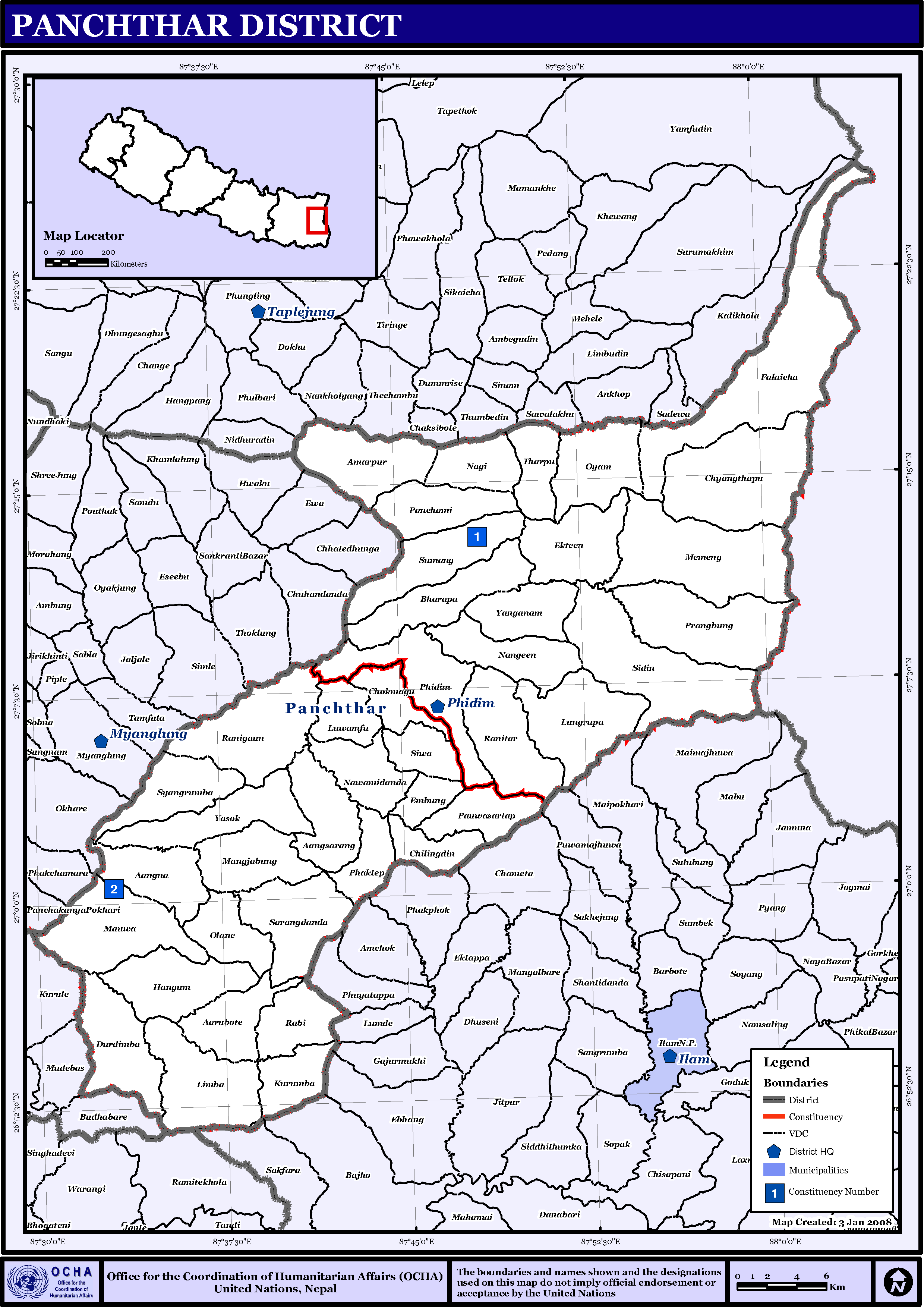
Kaart van Panchthar.

Panchthar (Nepalees: पाँचथर) is een van de 75 districten van Nepal. Het is gelegen in de zone Mechi en de hoofdplaats is Phidim.

## Stedenendorpscommissies[2][3]
- Stad: Nepalees: nagarpalika of N.P.; Engels: municipality;
- Dorpscommissie: Nepalees: panchayat; Engels: village development committee of VDC.

- Steden (0): geen.
- Dorpscommissies (41): Aangna (of: Angna), Aangsarang (of: Angsarang), Aarubote (of: Arubote), Amarpur, Bharapa, Chilingdin, Chokmagu, Chyangthapu, Durdimba, Ekteen (of: Ektin), Embung (of: Imbung), Falaicha (of: Phalaincha, of: Phalaicha), Hamgum (of: Hangum), Kurumba, Limba, Lungrupa, Luwanmfu (of: Lumphabung), Mangjabung, Mauwa, Memeng, Nagi, Nangeen (of: Nagin), Nawamidanda, Olane, Oyam, Panchami, Pauwa Sartap (of: Pauwasartap), Phaktep, Phidim, Prangbung, Rabi, Rani Gaun (of: Ranigaun), Ranitar, Sarang Danda (of: Sarangdanda), Sidin, Siwa, Sumang (of: Subhang), Syangrumba (of: Syabrumba, of: Syabarumba), Tharpu, Yanganam (of: Yangnam), Yasok.

Achham · 
Arghakhanchi · 
Baglung · 
Baitadi · 
Bajhang · 
Bajura · 
Banke · 
Bara · 
Bardiya · 
Bhaktapur · 
Bhojpur · 
Chitwan · 
Dadeldhura · 
Dailekh · 
Dang · 
Darchula · 
Dhading · 
Dhankuta · 
Dhanusa · 
Dolkha · 
Dolpa · 
Doti · 
Gorkha · 
Gulmi · 
Humla · 
Ilam · 
Jajarkot · 
Jhapa · 
Jumla · 
Kailali · 
Kalikot · 
Kanchanpur · 
Kapilvastu · 
Kaski · 
Kathmandu · 
Kavrepalanchok · 
Khotang · 
Lalitpur · 
Lamjung · 
Mahottari · 
Makwanpur · 
Manang · 
Morang · 
Mugu · 
Mustang · 
Myagdi · 
Nawalparasi · 
Nuwakot · 
Okhaldhunga · 
Palpa · 
Panchthar · 
Parbat · 
Parsa · 
Pyuthan · 
Ramechhap · 
Rasuwa · 
Rautahat · 
Rolpa · 
Rukum · 
Rupandehi · 
Salyan · 
Sankhuwasabha · 
Saptari · 
Sarlahi · 
Sindhuli · 
Sindhulpalchok · 
Siraha · 
Solukhumbu · 
Sunsari · 
Surkhet · 
Syangja · 
Tanahu · 
Taplejung · 
Terhathum · 
Udayapur